# Robin Herd
Robert John Herd (Newton-le-Willows, 23 marzo 1939 – 4 giugno 2019) è stato un ingegnere britannico, attivo fino agli anni '90 come progettista di vetture di Formula 1 e cofondatore della March Engineering.

## Carriera

### Inizi in F1 (McLaren e Cosworth)
Diplomatosi nel 1958 al St Peter's College dell'università di Oxford, Herd prese parte nel 1961 al progetto del Concorde all'interno del Royal Aircraft Establishment. Nel 1965 passò ad occuparsi di automobilismo, venendo assunto da Bruce McLaren per progettare la prima vettura da Formula 1 della sua scuderia. Herd realizzò un prototipo, la McLaren M2A, costruito in mallite, una struttura a sandwich di derivazione aeronautica costituita da due lamine di lega leggera che racchiudevano un'anima di legno di balsa; ciò permetteva una maggiore resistenza alla torsione. La M2A, utilizzata dalla Firestone per sviluppare i propri pneumatici da competizione, fu la base per le successive monoposto di Formula 1 della McLaren, per la quale Herd continuò a lavorare fino al 1968, lasciandola dopo aver disegnato la vincente M7.
Nello stesso anno il progettista inglese realizzò una vettura a trazione integrale per la Cosworth, progetto che fu però abbandonato quasi immediatamente, dopo aver effettuato alcuni test in segreto.

### March Engineering
Herd decise quindi di creare una propria scuderia di Formula 1, unendosi a Max Mosley, Alan Rees e Graham Coaker per fondare la March Engineering. Il team si espanse immediatamente anche ad altri ambiti nell'automobilismo, fornendo telai ad altre scuderie anche in categorie diverse dalla Formula 1, come Formula 2, Formula 3, Formula Ford e Can-Am e competendo direttamente nelle prime tre serie. Mentre la scuderia di Formula 1, pur conquistando tre vittorie, non ottenne particolare successo, la March si affermò nettamente come costruttore di telai in F2 ed in F3 e nel 1977 Herd, rimasto unico proprietario, abbandonò il team di Formula 1 per concentrarsi su questi altri progetti.
A metà anni '80 la March estese il proprio raggio d'azione anche alle serie statunitensi, in particolare la Indycar, ottenendo grandi successi; Herd decise quindi di affidare lo sviluppo delle vetture di Formula 2 alla Onyx di Mike Earle, in modo da potersi concentrare appieno nelle corse in America. I successi nell'automobilismo gli valsero, nel 1986, il titolo di Commendatore dell'Ordine dell'Impero Britannico.

### Robin Herd Ltd. e anni successivi
Nel 1987 Herd riportò la March in Formula 1, cedendo poi il team alla compagnia finanziaria giapponese Leyton House e aprendo un proprio studio di progettazione, la Robin Herd Ltd., per mezzo del quale progettò i telai della Larrousse dal 1992 al 1994. In seguito al fallimento del team francese nel 1995, la compagnia di Herd sviluppò i telai per il team Forsythe in Indycar, chiudendo poi i battenti a fine stagione.
In seguito Herd divenne presidente, per due stagioni, della squadra di calcio di Oxford, senza ottenere grandi successi.